# American Idiot (musikal)
American Idiot är en jukeboxmusikal från 2009, baserad på den amerikanska rocktrion Green Days album American Idiot från 2004. Musikalen innehåller också några låtar från albumet 21st Century Breakdown och ytterligare nya tillägg. 

## Om musikalen
Musiken till skivan American Idiot skrevs avsiktligt som en rockopera i protest mot USA:s utveckling under George W. Bush efter 11 september-attackerna 2001 och det därpå följande "kriget mot terrorismen" och krigföringen i Mellanöstern. Tillsammans med regissören Michael Mayer utvecklade Billie Joe Armstrong 2008 rockoperans handling och texter till en berättelse om vilsna, frustrerade, arbetslösa unga människor utan någon framtidsväg i samtidens amerikanska förorter och storstäder. De fördriver tiden med droger, musikklubbar och kärleksaffärer. 
Hela föreställningen utspelas som på en rockkonsert med punkbandet på scen och ett stort antal unga människor. I centrum står kompisarna Johnny, Will och Tunny, som lämnar förortens tristess för storstadens lycksökande. Will gör sin flickvän Heather gravid, men hon kommer att få ta hand om barnet ensam. Tunny får en "tv-uppenbarelse" och väljer att resa ut i krig, där han skadas svårt och på sjukhuset träffar sköterskan "Extrordinary Girl". Johnny träffar på en ensam flicka, "Whatsername" och skapar sig "drogfrälsar-alteregot" St. Jimmy och blir som en "de hopplösas profet", tills han i ursinne bestämmer sig för att bli ren, söka arbete och få ett liv. Heather slår sig ihop med en musiker, "Rock'n'Roll Boyfriend". Så återförenas de alla åter i förorten och hoppas på en bättre framtid.
Billie Joe Armstrong har själv valt att medverka i rollen som St. Jimmy i utvalda uppträdanden. Melissa Etheridge har också medverkat i utvalda uppträdanden.

## Produktionshistorik
Musikalen fick i sin ursprungliga version premiär i Berkeley i Kalifornien 4 september 2009. En delvis omarbetad version hade sin premiär på St James Theatre på Broadway i New York 24 mars 2010. Den fick god kritik, nominerades till Tony Award för bästa musikal 2010 och vann två andra Tony Award, tilldelades Drama Desk Award och Outer Critics Circle Award. Dessutom erhöll en skivinspelning av musikalproduktionen en Grammy Award för "Bästa musikalalbum" 2011. På Broadway spelades den till april 2011, varefter den turnerade till de större städerna i USA och Kanada. 2012 gick turnén vidare till Storbritannien (med bland annat Hammersmith Apollo i London) och Irland.

## Sverigepremiär
Musikalens första uppsättning utanför USA fick sin premiär på Malmö Opera 7 februari 2015 i regi av Philip Zandén och med Christopher Dominique som kapellmästare och en mindre stråkensemble. I uppsättningen är dialogen på svenska men låtarna genomförs med de engelska originaltexterna.
Den 20 februari 2016 fick uppsättningen nypremiär på Cirkus i Stockholm med delvis ny ensemble, ett helt nytt band och Viktor Norén (från Sugarplum Fairy och Viktor & The Blood) i huvudrollen.

### Rollista på Malmö Opera
- Johnny - Bruno Mitsogiannis
- Tunny - Daniel Broman
- Will - Sonny Enell
- Heather - Nina Knutsson
- Whatsername - Frida Modén Treichl
- St. Jimmy - Zandro Santiago
- Extraordinary Girl - Lisa Romée
- Favorite Son & Jamal - Simon Laufer
- Rock'n'roll Boyfriend & John - Emil Nyström
- Aurie - Sara Lehman
- Carson - Rasmus Mononen
- Amanda - Amanda Arin
- Chelsea - Emmie Asplund Eriksson
- Dustin - Jonas Bane
- Brandon - Ole Bang
- Daniel - Martin Hallberg
- Anna - Anna Hansson
- Ashley - Gabriella Kaiser
- Pablo - Pawel Krupa
- Sofia - Sofia Södergård
- Jared - Fredrik Wentzel

- Rockbandet - Christine Owman, Mikael Gökinan, Sylvester Schlegel och Josephine Forsman

I januari 2018 sätter Siftelsen Viktor Rydberg Skolor upp en ny omarbetad version på Maximteatern i Stockholm, med elever i årskurs tre vid Viktor Rydbergs Gymnasium som står bakom produktionen.